# Jedynkowe przedszkole
Jedynkowe przedszkole – program telewizyjny dla dzieci, emitowany na antenie TVP1 od 8 kwietnia 2008 roku do 5 czerwca 2012 roku. Produkowany był przez Ośrodek Telewizji Polskiej w Lublinie. Ukazywał się premierowo we wtorkowe poranki, powtórkowe emisje miały miejsce w czwartki. Wyjątkowo w czerwcu 2009 roku programy premierowe pokazywano w czwartki. Do czerwca 2009 roku nowe programy pokazywane były co tydzień, od września 2009 roku co dwa tygodnie, a od kwietnia 2010 roku zaledwie raz w miesiącu. Powtórkową emisję program miał na kanale TVP Polonia, a od 19 lutego 2014 roku jest powtarzany w TVP ABC.
Główne elementy programu przypominały emitowane w latach 80. i 90. XX wieku, a także w latach 2006-2007 Domowe przedszkole. Różnica polegała na miejscu (studio przedstawiało ogromnych rozmiarów komputer, podzielony na dwa miejsca - przed monitorem i na klawiaturze oraz we wnętrzu komputera) i prowadzących program, którzy zostali nazwani pojęciami związanymi z częściami komputerowymi, klawiatury i symbolami internetowymi. W programie nie było również postaci kukiełkowych.
Pomysłodawczyniami programu były Barbara Olszewska i Aleksandra Olszewska.
W ciągu czterech lat nadawania programu zrealizowano 87 odcinków audycji oraz jeden odcinek specjalny.

## Bohaterowie programu
- Enter (Łukasz Borkowski) - główny prowadzący programu, zawsze znajdujący się w gronie witających dzieci na początku programu. Nosi czapkę z daszkiem do tyłu, oraz bluzkę z narysowanym symbolem klawisza Enter znajdującego się na klawiaturze komputera.
- Shift (Konrad Biel) - miewa zwariowane pomysły, które są oceniane przez pozostałych gospodarzy programu za niezbyt mądre. Nosi czapkę z daszkiem i bluzę z narysowanym symbolem klawisza Shift na komputerowej klawiaturze. Uczy dzieci pisać wielkie litery alfabetu.
- Spacja (Mirella Rogoza-Biel) - wraz z dziećmi wykonuje zabawy ruchowe. Jest ubrana w różową sukienkę w kolorowe grochy. Uczy dzieci pisać małe litery alfabetu.
- Małpka (Diana Jędrzejewska) - poszukuje odpowiedzi na pytania dzieci w internecie. Jest ubrana w kostium małpki z długim ogonem i uszami w kolorach fioletowym i niebieskim. Nosi również bezrękawnik z symbolem internetowej małpy.
- Twardy Dysk (Karol Suszczyński) - mieszkaniec wnętrza komputera. Posiadający ogromną wiedzę z każdej dziedziny erudyta, który czasem lubi się przechwalać swoją wiedzą. Nosi okulary i jest ubrany w czarno-biały garnitur z włożonymi w kieszeniach płytami CD.
- Karta Dźwiękowa (Sylwia Wójcik) - mieszkanka wnętrza komputera. Uwielbia grać na instrumentach i śpiewać piosenki. Uczy dzieci tekstów piosenek. Nosi kolorową bluzkę z wizerunkiem pięciolinii nutowej.
- Karta Graficzna (Violetta Małecka) - mieszka wewnątrz komputera. Posiada duże zdolności plastyczne. Wraz z dziećmi wykonuje różne zabawy plastyczne. Jest ubrana w bluzkę z wizerunkiem malarskiej palety barw.

## Twórcy
- Reżyseria: Artur Hofman, Anna Dąbrowska-Miazga, Karol Suszczyński
- Scenariusz: Aleksandra Olszewska
- Kierownik produkcji: Joanna Komorska, Jerzy Olszewski
- Aktorzy: Diana Jędrzejewska, Violetta Małecka, Mirella Rogoza-Biel, Sylwia Wójcik, Konrad Biel, Łukasz Borkowski, Karol Suszczyński

## Spis odcinków
| Nr                    | Data premiery | Tytuł                                   |
| --------------------- | ------------- | --------------------------------------- |
| SEZON I - 2008        |               |                                         |
| 1 (1)                 | 08.04.2008    | Zapraszamy do magicznej krainy          |
| 2 (2)                 | 15.04.2008    | Muzyka i inne dźwięki                   |
| 3 (3)                 | 22.04.2008    | Kim będę jak dorosnę?                   |
| 4 (4)                 | 29.04.2008    | Woda cieknie, płynie, kapie, stoi...    |
| 5 (5)                 | 06.05.2008    | Teatr                                   |
| 6 (6)                 | 13.05.2008    | Podróże nie tylko palcem po globusie    |
| 7 (7)                 | 20.05.2008    | Rodzina                                 |
| 8 (8)                 | 27.05.2008    | Żyj bezpiecznie!                        |
| - (-)                 | 01.06.2008    | Wydanie specjalne z okazji Dnia Dziecka |
| 9 (9)                 | 03.06.2008    | Mieszkańcy wiejskiej zagrody            |
| 10 (10)               | 10.06.2008    | Ludowe klimaty                          |
| 11 (11)               | 17.06.2008    | Kolorowe emocje                         |
| SEZON II - 2008/2009  |               |                                         |
| 12 (12)               | 02.09.2008    | Zatrzymać lato                          |
| 13 (13)               | 09.09.2008    | Plon, niesiemy plon...                  |
| 14 (14)               | 16.09.2008    | Sprzątanie świata - co to jest?         |
| 15 (15)               | 23.09.2008    | Pies - najlepszy przyjaciel             |
| 16 (16)               | 30.09.2008    | Barwy i nastroje jesieni                |
| 17 (17)               | 07.10.2008    | Święto Pieczonego Ziemniaka             |
| 18 (18)               | 14.10.2008    | Grunt to dobre wychowanie               |
| 19 (19)               | 21.10.2008    | Powietrze i latanie                     |
| 20 (20)               | 28.10.2008    | Ziemia - błękitna planeta               |
| 21 (21)               | 04.11.2008    | Przyjaciele z innych kontynentów        |
| 22 (22)               | 11.11.2008    | Nasza ojczyzna - Polska                 |
| 22(23)                | 18.11.2008    | Mój przyjaciel pluszowy miś             |
| 23 (24)               | 25.11.2008    | Andrzejki w Jedynkowym Przedszkolu      |
| 24 (25)               | 02.12.2008    | Czekamy na Świętego Mikołaja            |
| 25 (26)               | 09.12.2008    | Ludzie listy piszą                      |
| 26 (27)               | 16.12.2008    | Cichutko prószy śnieg                   |
| 27 (28)               | 23.12.2008    | Boże Narodzenie                         |
| 28 (29)               | 30.12.2008    | Wielki bal                              |
| 29 (30)               | 06.01.2009    | Kalendarz - co to jest?                 |
| 30 (31)               | 13.01.2009    | Kolor i światło                         |
| 31 (32)               | 20.01.2009    | Dzień Babci i Dziadka                   |
| 32 (33)               | 27.01.2009    | Sam dbam o swoje zdrowie                |
| 33 (34)               | 03.02.2009    | Świat bajkowych bohaterów               |
| 34 (35)               | 10.02.2009    | Świat figur geometrycznych              |
| 35 (36)               | 17.02.2009    | Nasze zainteresowania                   |
| 36 (37)               | 24.02.2009    | Wynalazki, które zmieniły świat         |
| 37 (38)               | 03.03.2009    | Do czego służą komputery?               |
| 38 (39)               | 10.03.2009    | Niesamowite maszyny - jak one działają? |
| 39 (40)               | 17.03.2009    | Co i jak można zmierzyć?                |
| 40 (41)               | 24.03.2009    | Witamy wiosnę                           |
| 41 (42)               | 31.03.2009    | Mali ogrodnicy                          |
| 42 (43)               | 07.04.2009    | Wielkanoc                               |
| 43 (44)               | 14.04.2009    | Telewizja od kuchni                     |
| 44 (45)               | 21.04.2009    | Jak powstały książki?                   |
| 45 (46)               | 28.04.2009    | Kto mieszka w zoo?                      |
| 46 (47)               | 05.05.2009    | Odżywiam się zdrowo!                    |
| 47 (48)               | 14.05.2009    | Kolorowa Europa                         |
| 48 (49)               | 19.05.2009    | Wyprawa do lasu                         |
| 49 (50)               | 26.05.2009    | Dzień Matki, Dzień Ojca                 |
| 50 (54)               | 04.06.2009    | Bezpieczne wakacje                      |
| 51 (52)               | 11.06.2009    | Piękna nasza Polska cała                |
| 52 (53)               | 18.06.2009    | Koziołek Matołek i inne kozy            |
| SEZON III - 2009/2010 |               |                                         |
| 53 (51)               | 01.09.2009    | Sport to zdrowie                        |
| 54 (55)               | 15.09.2009    | Instrumenty muzyczne                    |
| 55 (56)               | 29.09.2009    | W świecie dinozaurów                    |
| 56 (57)               | 13.10.2009    | Pory roku                               |
| 57 (58)               | 27.10.2009    | Zegar                                   |
| 58 (59)               | 01.12.2009    | Ludzkie ciało                           |
| 59 (60)               | 24.11.2009    | Piramidy i inne niesamowite budowle     |
| 60 (61)               | 08.12.2009    | Moda                                    |
| 61 (62)               | 29.12.2009    | Pogoda                                  |
| 62 (63)               | 05.01.2010    | Gama, czyli Do, Re, Mi                  |
| 63 (64)               | 26.01.2010    | Bezpieczna zima                         |
| 64 (65)               | 02.02.2010    | Od karety do rakiety                    |
| 65 (66)               | 16.02.2010    | Nasi mali przyjaciele                   |
| 66 (67)               | 02.03.2010    | Świat symboli                           |
| 67 (68)               | 23.03.2010    | Higiena                                 |
| 68 (69)               | 06.04.2010    | Widzę, słyszę, mówię                    |
| 69 (70)               | 04.05.2010    | Mój dom, czyli jestem architektem       |
| SEZON IV - 2010/2011  |               |                                         |
| 70 (71)               | 28.09.2010    | Wieś i miasto                           |
| 71 (72)               | 05.10.2010    | Czy muzyka poważna musi być poważna?    |
| 72 (73)               | 09.11.2010    | Skarbonka                               |
| 73 (74)               | 07.12.2010    | Jedzie pociąg z daleka                  |
| 74 (75)               | 21.07 .2011   | Koło                                    |
| 75 (76)               | 08.03.2011    | Radio                                   |
| 76 (77)               | 05.04.2011    | Zakupy                                  |
| 77 (78)               | 10.05.2011    | Taniec                                  |
| 78 (79)               | 07.06.2011    | Telefon                                 |
| SEZON V - 2011/2012   |               |                                         |
| 79 (80)               | 06.09.2011    | Witamy w Przedszkolu                    |
| 80 (81)               | 04.10.2011    | Kosmos                                  |
| 81 (82)               | 08.11.2011    | Gry i zabawy                            |
| 82 (83)               | 13.12.2011    | Cyrk                                    |
| 83 (84)               | 13.03.2012    | Piosenka jest dobra na wszystko         |
| 84 (85)               | 10.04.2012    | Będę miał braciszka                     |
| 85 (86)               | 15.05.2012    | Marzenia                                |
| 86 (87)               | 05.06.2012    | Piłka                                   |

## W Internecie
Odcinki Jedynkowego przedszkola są dostępne bez opłat w serwisach TVP.PL i Ipla:
- na TVP.PL udostępnione są wszystkie 87 odcinków oraz odcinek specjalny,
- na Ipla udostępnionych jest 20 wybranych odcinków (52-60, 62-64, 69, 70, 73-77 oraz odcinek specjalny).